# Происшествие в Таммику
Происшествие в Та́ммику — события в Эстонии осенью 1994 года, связанные с неосознанной кражей источника радиоактивного излучения из хранилища радиоактивных отходов Таммику, которая привела к смерти одного человека и заболеванию пяти человек.

## Описание происшествия
21 октября 1994 года трое братьев без соответствующего разрешения проникли в хранилище радиоактивных отходов Таммику, находящееся на территории деревни Мяннику волости Саку (север Эстонии, уезд Харьюмаа), и вынесли металлический контейнер, содержавший источник цезия-137. Они подошли к хранилищу через лес, перелезли через забор высотой 1,5 метра и вошли в хранилище, отключив электрическую сигнализацию на стальных дверях и срезав замки. Младший из братьев (Riho Hiiob, возраст 25 лет) спустился в первую секцию хранилища, обнаружил металлический контейнер и передал его своим братьям. Пока он это делал, из контейнера выпал цилиндр длиной около 18 см и диаметром 1,5 см, который был им выброшен в хранилище. Более короткий цилиндр такого же диаметра, который, как показали дальнейшие исследования, оказался источником радиации, преступник положил в карман своей куртки.
Братья также вошли в хранилище жидких отходов, которое не было оснащено сигнализацией, и забрали несколько алюминиевых бочек, выкинув из них содержимое. Пока они это делали, одна из бочек упала на ногу первого брата, в результате чего он получил лёгкую травму. Бочки и металлический контейнер братья отнесли к машине, оставленной на дороге, пройдя около 50 метров. Контейнер они поместили в багажник автомобиля и привезли в Таллин, где продали как металлолом.
Вернувшись домой, в соседний посёлок Кийза, младший брат повесил куртку с радиоактивным источником в коридоре, уже чувствуя себя плохо. Через несколько часов у мужчины началась рвота. 25 октября он был госпитализирован с тяжёлыми поражениями ноги и бедра и умер 2 ноября. Перед этим он утверждал, что получил травмы во время работы в лесу. Причиной смерти была диагностирована почечная недостаточность. Лучевого поражения выявлено не было.
9 ноября 13-летний пасынок (Rain Tubli) ранее скончавшегося мужчины нашёл радиоактивный предмет в куртке отчима и перенёс его в кухонный ящик. 17 ноября ребёнок был госпитализирован с ожогами рук, которые работниками больницы были признаны радиационными ожогами. Медики уведомили о случившемся власти. Работники эстонской службы спасения измерили дозы радиоактивности вокруг дома и, сузив площадь возможного местонахождения радиоактивного источника при помощи методов термолюминесцентного анализа и спин-резонансного сканирования, 18 ноября обнаружили источник радиации. Излучающий объект представлял собой металлический цилиндр бронзового цвета высотой 3-4 см и диаметром 1,5 см, предположительно цезиевый. Он был перенесён обратно в хранилище Таммику.
Мужчина, который принёс радиоактивный источник домой, получил дозы облучения 183000 рад на бедро и 4000 рад всего тела. Второй преступник (28-летний мужчина) получил дозу облучения руки 1200-2000 рад, что привело к травме, а третий (возраст 27 лет) — дозу облучения всего тела менее 100 рад, что привело к лёгкой лучевой болезни. Трое других жителей дома в Кийза также пострадали: ребёнок получил дозу облучения всего тела 360-400 рад, с локализованной дозой на руки 2500 рад, что потребовало ампутации пальцев на одной руке; 78-летняя мать погибшего мужчины получила дозу облучения всего тела 225-400 рад и заболела умеренной лучевой болезнью (умерла 31 декабря 1995 года с диагнозом «сердечная недостаточность»); его жена получила дозу облучения всего тела 50-100 рад. Четырёхмесячная собака, которая спала в кухне рядом с источником радиации, умерла.
Трём жителям Кийза, общавшимся с пострадавшими, семи работникам Службы спасения, двум врачам и медсестре были назначены медицинские и биологические обследования. Полученные ими дозы облучения были очень низкими (до 0,13 Гр), и не было выявлено ни одного клинического эффекта, связанного с облучением.
В зоне с радиацией, превышающей естественный фон как минимум в два раза, осталось 15 домов, жители которых были частично эвакуированы.

## Последствия
Эстонские власти запросили международную помощь для анализа происшествия и консультаций по устранению его последствий. Свою помощь Эстонии предложили Российская Федерация, Швеция и Финляндия. Это дало возможность извлечь уроки из произошедшего инцидента и выработать меры по предотвращению подобных случаев в будущем.
В Эстонии нет ядерных исследовательских реакторов, но существует потребность в хранении радиоактивных отходов, возникающих в результате использования радионуклидов в медицине, научных исследованиях и промышленности. В 1963 году в местечке Таммику, расположенном в 12 км к югу от Таллина, было построено центральное хранилище для отходов низкого и среднего уровня излучения. В середине 1980-х годов была начата реконструкция объекта с целью его модернизации в соответствии с новыми  критериями безопасного обращения с радиоактивными отходами, но из-за нехватки ресурсов эта работа не была завершена. На момент происшествия хранилище управлялось муниципальным предприятием — Таллинской Спецавтобазой, под надзором Национального совета по охране здоровья при Правительстве Эстонии.
В 1998 году Международное агентство по атомной энергии издало 70-страничный отчёт, в котором были подробно описаны хронология событий, приведших к трагедии, принятые меры по ликвидации её последствий и полученные на основе этого выводы и уроки. На момент выпуска отчёта пострадавшие люди всё ещё проходили лечение.
В ноябре 2008 года были начаты работы по ликвидации хранилища Таммику, которые завершились в сентябре 2011 года. Отходы с общей активностью 55 терабеккерелей были отсортированы и вывезены в центр по переработке отходов в Палдиски. По словам руководителя занимавшегося этим предприятия A.L.A.R.A. Йоэла Валге (Joel Valge), общая радиоактивность вывезенных отходов была настолько большой, что АЭС, имевшая бы соответствующее ей количество урана, могла бы обеспечивать Эстонию электричеством в течение 4 лет.